# Alexander Zaid
Alexander Zaid někdy též Alexander Zeid nebo Alexander Zaïd (hebrejsky: אלכסנדר זייד) byl ruskožidovský sionistický aktivista a vojenský organizátor v Palestině.

## Život
Narodil se ve městě Zima v tehdejším Rusku. Ve věku 13 let se přestěhoval do Vilniusu a roku 1904 přišel v rámci druhé alije do tehdejší turecké Palestiny, kde se zapojil do levicově orientovaných organizací. Působil v Zichron Ja'akov, kde byl zraněn při střetech s Araby, pak přesídlil do Jeruzaléma, kde pracoval jako kameník.

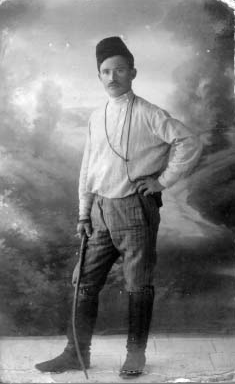
Alexander Zaid - fotografie z mládí

Roku 1907 byl jedním ze zakladatelů tajné židovské obranné organizace Bar Giora a v roce 1909 spoluzakládal i její nástupnickou organizaci - ha-Šomer. V rámci ha-Šomeru přišel v roce 1916 osidlovat vesnici Kfar Gil'adi v Horní Galileji a pak působil v sousední vesnici Tel Chaj. roku 1926 přesídlil do Jizre'elského údolí, na jehož západním okraji v lokalitě zvané Šejch Abrik (poblíž dnešního města Kirjat Tiv'on) - se usadil i s rodinou.
21. července 1932 byl spolu se svým synem zraněn při arabském útoku. V červenci 1938 byl zabit Araby během strážní služby. Poblíž jeho bydliště byla postavena jeho socha a stojí zde mošav Bejt Zaid.